# Kel Adagh
Les Kel Adagh sont un ensemble de tribus touaregs habitant l'Adrar des Ifoghas dans la région de Kidal au Mali et dans les Wilaya de Tamanrasset et d'Adrar en Algérie. 
Les personnes désignées préfèrent l’être sous le nom de Kel Tamashaq, vivant dans l'Adrar des Ifoghas (ou Adagh, en langue touarègue, la tamashaq). Le terme Kel Adagh signifie en tamashaq, langue de ces Touaregs, « ceux de la montagne ». Les Kel Adagh vivent dans l’espace touareg s’étendant du nord au sud des premiers contreforts de Tin-Missao/Silet à la vallée du Tilemsi et de l’ouest à l’est de Taoudeni à la ligne In-Guezzam In-abangharet.

## Description
Présents bien avant la colonisation, les Kel Adagh sont un des seuls groupements touaregs qui ne s’est pas dressé contre la conquête coloniale française du début du XXe siècle de manière officielle mais des résistants isolés ont mené des combats contre la France tel que le célèbre poète-compositeur Alla ag Albachir; dont tous les poèmes ont été interprétés par Tinariwen. 
Considérés comme pacifiques à la fin du XIXe et au début du XXe, ils deviennent le fer de lance des mouvements touaregs armés au cours du XXe. Ils se soulèvent contre le pouvoir étatique malien après l’indépendance de 1960. Si la révolte de 1963-1964 est violemment réprimée par les autorités, les tensions sociales opposant les Kel Adagh à ces dernières rejaillissent lors de la révolte de 1990.

### Historiographie
L’histoire des Kel Adagh a été relativement peu étudiée, si ce n’est par des ethnologues et des anthropologues du milieu du XXe siècle. Ces derniers étant spécialisés dans l’étude de l’Afrique noire ou de l’Afrique blanche, la question du champ d’étude de l’histoire des Kel Adagh a été négligée puisque leur passé s’identifie plus à une histoire touarègue qu’à une histoire nordiste ou sudiste. Les travaux de l’historien Pierre Boilley constituent les meilleures sources d’informations. Sa thèse de 1996 portant sur les Kel Adagh rassemble près de 650 pages d’informations qui lui ont été directement rapportées. L’auteur prend en effet leur histoire de 1893 à 1996 à travers l’épisode colonial et l’indépendance du Mali. Il fonde ses recherches sur la lecture des archives et l’écoute de la population. Les sources orales sont essentielles dans l’étude du monde africain.

### Les Kel Adagh et la colonisation française (1908 - 1958)
La société Kel Adagh a connu de profondes transformations dès l’arrivée des Français. Il est intéressant de comprendre les évolutions subies entre la conquête française et la décolonisation avant de dresser un bilan de la domination coloniale. Nous apprécierons enfin la faiblesse des enjeux de la décolonisation pour les Kel Adagh. 
La période commençant avec l’occupation française en 1909 de la région occupée par les Kel Adagh et se terminant au début des années 1930 voit l’évolution de la relation entre les populations locales et les autorités françaises. Les Kel Adagh perçoivent l’occupation française avec méfiance au début de la période alors qu’ils s’allient en collaborant - notamment sur le plan militaire - avec les autorités occidentales à la fin des années 1910. 
La présence française permet à la chefferie des Ifoghas d’accroitre ses pouvoirs sur la région. Elle soutient en effet militairement les chefs locaux. Aussi leurs pouvoirs s’élargissent-ils sur la population, les Kel Adagh se rejetant eux-mêmes d’avoir accepté l’occupation française, contrairement à la majorité des autres populations touarègues. La collaboration qui permet aux chefferies de s’imposer plus fortement est nécessaire aux colons français qui cherchent à contrôler la région, ses populations, ses richesses et ses dynamiques. 
C’est pour répondre à ces objectifs que les Occidentaux sécurisent la zone d’échange touarègue. Le Sahara est beaucoup plus contrôlé : la sécurité des Kel Adagh s’en trouve ainsi renforcée. La paix imposée limite les pillages et permet aux troupeaux de s’accroitre. Le trafic caravanier transsaharien se développe. La région occupée s’enrichit grandement au cours de cette période. En revanche, le contrôle des nomades par les administrateurs coloniaux s’avère difficile. Pour y remédier, l’administration coloniale utilise le pouvoir des chefferies pour gérer les régions. 
L’implantation occidentale chez les Kel Adagh donne naissance aux conditions d’une crise sociale qui éclate plus tard au cours du XXe siècle. Le prestige des chefferies Kel Adagh chute quelques décennies après l’acceptation de la collaboration engagée avec les autorités françaises, ce dernier étant mal accepté par l’ensemble du groupe social. Ainsi, l’installation des Français sur le territoire occupé par les Touaregs Kel Adagh au début du XXe ouvre une période de domination de la population locale sur son territoire. Quel bilan dresser de la colonisation pour la société Kel Adagh ?  
Un sombre bilan s’esquisse après 50 ans de présence française au Mali. Si l’accroissement des richesses et le renforcement de la sécurité sont souvent évoqués pour légitimer l’exploitation occidentale, le bilan est très négatif pour la population Kel Adagh. La communauté n’a pas été préservée, son homogénéité a été amoindrie et sa hiérarchie sociale remise en cause. La « société Kel Adagh regarde à présent vers le passé » écrit Pierre Boilley en 1996.
Le besoin d’ordre des autorités françaises a pétrifié la population locale. Les migrations vers le Sud ont été contenues par l’administration. La France a posé ici les bornes d’un territoire dont elle s’est octroyé la possession. La faiblesse du contrôle des déplacements nomades par la France soulève l’instabilité du régime en place : l’équilibre colonial semble en effet reposer sur l’importante pluviométrie de l’époque coloniale qui n’a pas provoqué de fortes tensions entre les autorités coloniales et les nomades. 
L’époque de domination française provoque la naissance d’une société figée dont les hiérarchies sont stabilisées. Les chefferies en crises, les chefs sont déconsidérés aux yeux de la communauté alors que les nobles souffrent d’un déclin de leur autorité. De plus, le système de domination top-down[pas clair] construit par les administrateurs laisse aux chefs une marge d’interprétation importante des directives du pouvoir central. Les relais locaux sont discrédités. L’administration coloniale française a donc progressivement vidé la hiérarchie des élites Kel Adagh de sa substance. La réalité vécue par les Touaregs change radicalement. La société est rendue autonome à la fin de la période coloniale, alors même que son cœur, comme les relations qu’elle entretient avec les autres sociétés locales, est pétrifié.  
La décolonisation du Mali n’est pas vécue par les Kel Adagh comme par la majorité des populations locales de l’époque. S’ils ne sont pas animés par un désir d’indépendance à l’égard de la puissance française, le désintérêt dont ils font preuve à l’égard du fait politique est central dans la question de l’autonomie qui leur est accordée.
Les épisodes de décolonisations ne sont pas véritablement suivis par les nomades. Les Kel Adagh ne revendiquent pas d’indépendance à l’égard de la domination française. Les populations touarègues du Nord Mali n’ont pas subi les mêmes formes d’exploitations et d’humiliation que les populations du Sud. Les Kel Adagh n’ont pas été humiliés. Contre quelle inégalité se révolter ? La collaboration entre cette population et les Français n’a pas provoqué de profondes injustices.
La faiblesse de la participation électorale illustre ce désintérêt de la population à l’égard du fait politique et de la décolonisation. Jusqu’en 1951, la vie politique est absente de la région. L’élargissement du corps électoral de 1951 ne sensibilise pas les Kel Adagh au vote. La forte abstention des élections législatives de 1951-1952 en témoigne. Le candidat du RPF, seul candidat français face aux listes PSP et US-RDA est élu avec 86 % des voix. L’abstention chez nomades est de 87 %. L’on ne vote pas à l’époque pour un parti ou une idéologie, mais pour la personnalité qui l’incarne. Les Touaregs Kel Adagh apprécient le candidat soutenu par la France. Lors des élections de 1956, les nomades représentent 90 % du corps électoral, mais ne rassemblent que 0,6 % des voix. L’avis des nomades n’est nullement représenté. 
Alors que les Kel Adagh se désintéressent totalement des événements politiques, les élections du 31 mars 1957 au Soudan permettent la victoire de l’Union Soudanaise, portée par Modibo Keïta. Ce dernier augmente la proportion de nomades dans la représentation électorale mais leur participation n’augmente que de 1 %. La population du Mali et du Soudan acquiert l’indépendance en 1960 sans que les Kel Adagh aient fait quoi que ce soit pour l’obtenir. L’abstention Kel Adagh s’explique par trois raisons. Tout d’abord, les difficultés matérielles sont importantes. Il n’est pas toujours souhaitable de parcourir deux semaines de chameau en plein désert pour aller voter. Ensuite, les Touaregs ne souhaitent pas que les femmes votent. Représentant près de 40 % du corps électoral, l’abstention est exacerbée. Enfin, les informations circulent mal entre l’État et certaines régions occupées, comme celles de Kidal, alors même que l’intérêt du vote semble dérisoire. 
L’installation française au Mali au début du XXe a profondément changé la condition de la société Kel Adagh. Le bilan dressé de 50 ans de domination occidentale est catastrophique pour les Touaregs, qui voient leurs hiérarchies sociales fissurées, leurs chefs discrédités et leurs fonctionnements remis en question. Les Touaregs Kel Adagh ne réalisent pas à l’époque l’ampleur de ces transformations. Ils ne s’insurgent contre aucune inégalité et se désintéressent du fait politique, mal compris et jugé inutile. Les Kel Adagh obtiennent l’indépendance sans l’avoir espérée. La nouvelle forme de domination face à laquelle ils doivent faire face avec l’indépendance du Mali donne naissance à un embryon de revendications d’identité touarègue. Comment se développent-ils ?

### Les Kel Adagh et la revendication identitaire
La déclaration d’indépendance du Mali provoque la naissance des premières revendications sahariennes. Les Kel Adagh prennent conscience des dominations successives dont ils sont victimes et sont amenés à se révolter en 1963-1964. Certains événements locaux et l’absence de considération de l’État central à l’égard des Kel Adagh conduisent progressivement à révolte de 1990.

### Les Kel Adagh et l’État Malien de la décolonisation à la révolte de 1990

#### Naissance ou construction d’une identité saharienne? (1957 - 1963)
L’indépendance du Mali conduit les Kel Adagh à s’interroger sur le sort qui est réservé à leur société et au territoire qu’ils occupent. Une revendication identitaire touarègue est progressivement construite : le Sahara devient le cœur des enjeux contemporains. La création d’un ministère du Sahara en France en 1957 et des nombreux débats parlementaires soulèvent l’importance de la gestion de cette région disputée localement au potentiel énergétique fort. 
Si sa possible exploitation empêche la France de l’abandonner entièrement, les populations locales redoutent officiellement une mise sous tutelle du Soudan ou de tout autre pays différent de la France. C’est dans une lettre ouverte au Président de la République, rédigée officiellement par les chefferies Kel Adagh que cette crainte est présentée. S’il s’avère en réalité que cet écrit a été partiellement rédigée par des agents français présents sur le terrain, elle met l’accent sur la floraison des débats qui animent tous les acteurs de l’époque… excepté la majorité des nomades qui ne perçoivent pas véritablement les effets de l’indépendance. Alors que le Soudan traverse une de ses plus graves crises politiques, les Kel Adagh sont frappés par une hausse du nombre de moustiques et par des pluies inhabituelles qui les éloignent fortement des enjeux géopolitiques de l’année.

#### La révolte de 1963 et ses conséquences (1963 - 1964)
Le prétexte mineur qui ouvre la première grande révolte touarègue de 1963 illustre les cristallisations d’un ensemble de tension. Après l’indépendance du Mali, Zayd Ag Athader[Qui ?] incarne le refus des nouvelles situations induites par la décolonisation et le transfert de l’autorité de la France au Soudan. Le déroulement de la révolte de 1963 est consultable sur la page qui lui est destinée. Cette rébellion mobilise une frange jeune et constitue un épisode d’isolement des Kel Adagh aux plans internes ainsi qu’externes. Ses conséquences sociales sont marquées. Les Kel Adagh sortent traumatisés de la répression orchestrée. De très larges populations ont été déplacées et le nombre de morts s’évalue entre les centaines et les milliers. La désorganisation et l’appauvrissement sont à la région ce que le souvenir de la rébellion est aux esprits. Enfin, la population Kel Adagh s’isole, perçue à présent par les autres Touaregs et les Maliens comme traitre à la cause de l’Union Nationale.

#### Le retour au calme: des années difficiles (1963 - 1990)
Les Kel Adagh acceptent une paix avec l’État malien organisée autour de trois expressions que sont la tranquillité, l’organisation et l’éducation. Les autorités maliennes souhaitent une sédentarisation de la population Kel Adagh. C’est par exemple le cas du commandant du cercle de Kidal. Pour les contrôler, les Kel Adagh sont intégrés au réseau d’éleveurs national. Le développement des douanes inhibe la mobilité de la population qui ne peut s’exprimer.
L’arrestation de Modibo Keïta en 1968 et l’arrivée de Moussa Traoré au pouvoir change la donne. Le coup d’État est au départ positivement perçu par les Kel Adagh, qui y voient l’occasion d’une inflexion de la politique menée à leur égard. Les Touaregs sont d’ailleurs à présent représentés politiquement. Néanmoins le poids du contrôle étatique demeure puissant et c’est maintenant l’ensemble du pays qui souffre de l’omnipotence du pouvoir central. 
En face du pouvoir dictatorial qui se met en place, les Touaregs Kel Adagh font face dans les années 1960 - 1980 à d’importantes sécheresses qui donnent un coup d’arrêt à leur développement. De 1960 à 1975, toutes les années sont mauvaises. 
Une importante crise éclate en 1972. La situation météorologique provoque d’importantes migrations vers le Sud. 90 % de la région est désertée. Des milliers de Touaregs partent en Algérie en 1973. De 1973 à 1984, les cataclysmes météorologiques récurrents qui frappent la zone accroissent les dommages matériels, démographiques et sociaux des sécheresses sur la population. 
En plus de provoquer une chute nette de la natalité simultanément à une progression des migrations, les conditions généralement vécues appauvrissent la proportion de nobles dont les humiliations sont de plus en plus fréquentes. L’élevage pastoral contrôlé est déconsidéré, les valeurs de la société, bafouées. Une nouvelle culture nomade se construit à présent. Les idéaux évoluent, certains Kel Adagh s’arment et une nouvelle pensée politique prend forme. L’organisation en place de la société Kel Adagh change.

#### Un sombre bilan de 30 ans de colonisation malienne
Les 30 ans de colonisation malienne (1960 - 1990) ont constitué autant de passages d’une domination à l’autre pour la population. La situation est à présent pour la population locale pire qu’à la fin de la décolonisation : les rapports politiques internes sont pulvérisés, les chefs sont déconsidérés alors que le désastre économique et la restructuration sociale marquent la société. Une seule amélioration est à noter : le taux de scolarisation de la population a progressé au cours de la période. Toutes les conditions sont à nouveau réunies pour enclencher une nouvelle rébellion.

### La révolte de 1990 - 1996
L’attaque de Ménaka du 29 juin 1990 inaugure un retour de l’histoire des Touaregs dans la région. Les grands changements du monde de la fin des années 1980 frappent aussi le Mali qui tremble par l’essor des mouvements syndicaux et politiques. La révolte commence deux ans après la création du mouvement national pour la libération de l'Azawad. Les Touaregs considèrent à présent que la population appréciera un engagement contre le pouvoir central de leur part. 
Le combat de 1990 trouve de lointaines origines dans celui de 1963 - 1964, à quelques différences près que l’isolement de la population Kel Adagh ne fut plus total. L’Algérie a toléré des mouvements Touaregs sur son territoire, la Libye a joué un rôle auprès des populations et du pouvoir malien alors que la France déclarait à La Baule ne pas soutenir les actions de Moussa Traoré à l’égard des Touaregs. Contrairement à la révolte de 1963, cette lutte emporte tous les Touaregs et révèle des tensions internes aux Kel Adagh issues de l’histoire passée. En cela, nous pouvons considérer que les déchirements internes matérialisent le mouvement vers l’avant d’une société Kel Adagh en devenir.
La révolte de 1990 est le fruit d’une longue réflexion de la part des jeunes combattants. Ces derniers sont particulièrement sensibles au rassemblement réalisé par les anciens de la révolte de 1963. Ces derniers relais de la première révolte sont conscients de l’importance que joue l’unité dans l’issue de l’insurrection. La sensibilisation unitaire et identitaire est donc forte, sous le cri général de « Nous sommes seulement des Touaregs ! ». Les anciens sont centraux dans la structuration et l’organisation du mouvement. Il prend de l’ampleur grâce à leurs expériences. Pour les combattants, le seul moyen de tenir face à la réponse des autorités est la fuite en avant. Le bilan des pertes est en nette défaveur du gouvernement. Des bases rebelles sont élaborées, comme celles de Tendjement[Quoi ?] ou d’Essali, face auxquelles l’État donnera l’assaut au mois de juillet. 
La population n’est plus isolée sur les plans locaux (vis-à-vis des autres Touaregs) et internationaux. Si les Touaregs sont les pions d’une stratégie libyenne en Afrique servant à Mouammar Kadhafi, la Libye est aussi une terre d’accueil pour les rebelles. La relation entretenue avec le pouvoir libyen est particulière. Les Touaregs n’acceptent pas la fermeture du camp de Beni Walid en 1981 par la Libye et leur envoi sur le front à Beyrouth. Limam Chaffy est ici leur porte-parole. 
Néanmoins, la Libye est une zone permettant aux clandestins de s’approvisionner et de se structurer. La Libye est dans ce sens le lieu de convergence de toutes les volontés jusque-là dispersées. La protection conférée aux Touaregs leur permet de se structurer. Il apparaît surtout intéressant de constater l’isolement du pouvoir malien. Sur le plan international, il n’obtient pas l’appui qu’il demande de la Libye ni l’arrêt de la collaboration proposée par l’Algérie aux Kel Adagh. Les méthodes de Moussa Traoré sont critiquées par F. Mitterrand. Au plan interne aussi, le gouvernement souffre d’un isolement moral croissant. 
L’éclatement de quelques émeutes au Sud du Mali conduit Moussa Traoré à accélérer les négociations avec les Touaregs. Il ne souhaite pas se battre sur deux fronts. Les accords de Tamanrasset sont signés le 6 janvier 1991 : c’est le début de l’intégration possible des minorités touarègues au Mali. Mais les engagements sont incertains et l’application des accords pose problème. L’attaque de Bouren[Quoi ?] de 1991 marque d’ailleurs leur inanité. L’affrontement n’est pas véritablement terminé mais son climat a changé. 
Moussa Traoré demeure néanmoins réticent à honorer véritablement les accords signés le 6 janvier. Sa chute en mars 1991 amène Amadou Toumani Touré au pouvoir. Ce dernier crée un Comité de réconciliation nationale (CRN) qu’il transformera en CTSP pour symboliser l’importance qu’il accorde aux négociations abouties. Un nouveau texte, le Pacte national, est signé le 11 avril 1992 et ouvre de larges perspectives de résolution du conflit. Mails la paix ne fut finalement scellée que le 27 mars 1996 à Tombouctou lors de la cérémonie de la flamme de la Paix, durant laquelle les rebelles touaregs brûlèrent 3 000 armes utilisées durant la rébellion.

### L’éclatement de la société Kel Adagh à l’aube duXXIe
Le 27 avril 1991, un mois environ après l’arrivée au pouvoir d’ATT, les événements de Gao mettent en avant la tournure ethnique prise par le conflit. L’affrontement s’enlise en guerre ethnique. La constitution, le 13 décembre 1991 du Mouvement et Fronts Unifiés de l’Azawad (MFUA) engage la période contemporaine sur une guerre de revendication d’un espace Touareg propre. Le Pacte National de 1992 consacre l’intégration des Touaregs au Mali. Il y décrète le statut particulier du nord du Mali. 
L’État met néanmoins de côté l’appellation Azawad pour ne pas cristalliser les tensions résultants de la création des MFUA. Pour compenser les dégâts du conflit, deux mesures sont prises par le gouvernement d’Att : les Touaregs sont présentés au parlement par quatre sièges et une commission d’enquête indépendante est constituée pour éclairer le déroulement de certaines exactions commises par les autorités. Les Touaregs acceptent à présent de devenir aussi Maliens.
La question de l’autonomie des Kel Adagh a trouvé une réponse à la suite de la rébellion de 1990. En revanche, les Touaregs ne sont plus défendus par le pouvoir central, qui ne se penche plus sur les problèmes internes à la société touarègue. L’insécurité de la région progresse et la crise de l’Adagh de 1993-1994 ouvre une nouvelle période d’affrontements directs. Les populations déplacées lors de la révolte ne retournent pas dans leur zone de nomadisation originelle alors que l’insécurité de la région progresse. La division des Touaregs Kel Adagh s’engage progressivement. Les groupes sociaux se divisent dans la région sahélo-saharienne.

### Les Touaregs au cœur des revendications autonomistes (2006 - 2015)

#### La révolte de 2006 et les accords d’Alger
Alors que le Pacte National signé en 1992 prévoit une meilleure intégration des Touaregs dans la société malienne, il n’est pas véritablement appliqué. En 2006, Iyad ag Ghali, Hassan Ag Fagaga, Ibrahim Ag Bahanga et Amada Ag Bibi fondent alors l'Alliance démocratique du 23 mai pour le changement (ADC), dont le but est l’obtention d’un statut particulier à la région de Kidal. L’autonomie est revendiquée. La région de l’Azawad, correspondant à l’arc allant de Tombouctou à Gao en passant par Kidal est revendiquée. 
Les attaques de Kidal et de Ménaka ouvrent le 23 mai 2006 la nouvelle période de conflit entre les Touaregs Kel Adagh et l’État malien. C’est à partir de cette révolte que les insurgés vont prendre l’Adagh Tigharghar comme point de rassemblement. Ils disposent à présent de forces armées après avoir pillé les deux villes attaquées le 23 mai. Les négociations engagées par le gouvernement d’Att auprès des rebelles Kel Adagh sont vouées à l’échec. C’est l’Algérie qui finit par mettre en place un accord avec les autorités maliennes et les Touaregs révoltés. Ces derniers acceptent officiellement dans les accords d’Alger du 4 juillet 2006 de cesser leurs revendications autonomistes et de se cantonner dans l’Adagh Tigharghar. Ils doivent accepter de ne pas entrer en communication avec d’autres groupes touaregs qui seraient dans d’autres pays. L’État malien accepte mal cet accord négocié et n’applique pas véritablement ses termes. 
Les dix premières années du XXIe siècle voient la mise en place d’une revendication identitaire forte. Les Touaregs Kel Adagh réclament progressivement un véritable État autonome dans le nord du Mali.

#### Les Touaregs au cœur des revendications et des conflits de 2012 au Mali
Le 16 octobre 2011, le Mouvement National de Libération de l’Azawad (MNLA) est créé à la suite d'une fusion entre le Mouvement National de l'Azawad (MNA) et du Mouvement Touareg du Nord-Mali (MTNM). Sa fondation a pour objectif la mise en place d’un État de l'Azawad. Des Touaregs qui ont quitté le Mali après les rébellions des années 1990 et s’étaient engagés dans l’armée libyenne le regagnent à la chute du régime de M. Khadaffi. 2 000 à 4 000 combattants maliens en Libye reviennent sur le territoire après l'Intervention française de 2011 destinée à mettre un terme au régime libyen. Un grand nombre d’armes lourdes est récupéré par les Touaregs qui disposent à présent d’une force de frappe rivalisant avec celle des autorités maliennes. La cinquième rébellion touarègue contre le Mali éclate le 17 janvier. 
Alors que la menace désorganise les autorités maliennes, le MNLA proclame le 6 avril l’indépendance de l’Azawad. Les alliances rebelles, instables, sont rapidement rompues. Le MNLA et Ansar Dine s’affrontent, les indépendantistes sont chassés de Gao par le MUJAO et AQMI. La contre-offensive du MNLA n’aboutit pas : il perd le contrôle de Ménaka. Les rebelles menacent toujours l’État malien. Mais c’est la progression armée vers le Sud du Mali - notamment vers la ville de Mopti – des mouvements djihadistes (Ansar Din, AQMI, MUJAO) qui pousse la France à intervenir par l’Opération Serval en 2013.

### Ouvrages
- A. Ag Boya, Les conséquences de la sécheresse sur le nomadisme, Bamako, mémoire de l’ENA, 1984, 154 p.
- C. R. Ageron, La décolonisation française, Eds A. Collin, Paris, 1991, 684 p.
- A. Avril, 1889, Le Sahara, Tombouctou et les Touaregs, Revue Française Etr. et Col., 9, p. 557-584.
- Pierre Boilley, Les Touaregs Kel Adagh : dépendances et révoltes, du Soudan français au Mali contemporain, Ed. Karthala, Paris, 1996, 660 p.
- S. Daniel, Les mafias du Mali : Trafics et terrorisme au Sahel, Ed. Descartes & Cie, Paris, 2014, 320 p.
- M. Dayak, Touaregs, la tragédie, Paris, 1992, Eds. Lattès, 218p.
- J. Gabus, La colonisation chez les touaregs de la boucle du Niger, Acta Tropica, 1945, lieu de publication et pagination inconnus.
- F. Ganon et J. Ribet, Étude démographique et économique en milieu nomade, INSEE, Paris, 1966, 201 p.
- B. Hama, Recherche sur l’Histoire des Touaregs sahariens et soudanais, Présence Africaine, Paris, 1967, 559 p.
- J. Ki-Zerbo, Histoire de l’Afrique Noire, Éditions Hatier, Paris, 1978, 733 P.
- J-C Notin, La guerre de la France au Mali, Eds. Tallandier, 2014, 400 p.
- M’Bokolo, L’Afrique au XXe : un continent convoité, Le Seuil, Paris, 1985, 300 p.

### Articles
- Anonyme, Rébellion au Mali ?, Jeune Afrique no 161, 9 - 15 décembre 1963, p. 10.
- Anonyme, Le gouvernement de Bamako annonce l’écrasement de la rébellion touareg par l’armée malienne, Le Monde, 16-17 aout 1964, p. 4.
- Anonyme, Les touaregs du mali guerroient contre le gouvernement de Bamako qui veut les soumettre à l’impôt, Gazette de Lausanne, 23 janvier 1964. Pagination inconnue.
- P. Decraene, Une arme politique contre les touaregs du Mali, Le Monde, Paris, 6 février 1974. Pagination inconnue.
- F. Fritscher, Quelque dix mille touaregs en situation irrégulière ont été refoulés vers le Niger et le Mali, Le Monde, Paris, 24 mai 1986. Pagination inconnue.
- S. Smith, Massacres de touaregs au Niger, Libération, 1990. Pagination et date précise de publication inconnues.
- T. Tounkara, Silence, on ratisse, Les Echos no 37, 20 juillet 1990. Pagination inconnue.
- Anonyme, Contre le massacre des Touaregs au Niger, Le Monde, 10 août 1990, p. 4.
- Anonyme, Le PS proteste contre les massacres, AFP, 17 aout 1990. Pagination inconnue.
- G. Millet, Bamako : 20 morts pour la démocratie, Libération, 23 et 24 mars 1991, p. 14.
- Anonyme, Mali : victoire du Oui au référendum Constitutionnel, Le Monde, 17 janvier 1992. Pagination inconnue.
- R. Minangoye, Sahara, le dernier combat des seigneurs du désert, Le Point no 1044, 19 septembre 1992. Pagination inconnue.
- C.O. Diarrah, Le Pacte National, au-delà des passions, Les Echos n° 311, 24 juin 1994, p. 4